# Brain Lord
Brain Lord (ブレインロード) est un jeu vidéo de type action-RPG développé par Produce! et édité par Enix sur Super Nintendo en 1994.

## Réception
Consoles+ n°31 lui attribue la note de 84% dans sa section "Speedy Gonzatest" .